# クラススイッチ

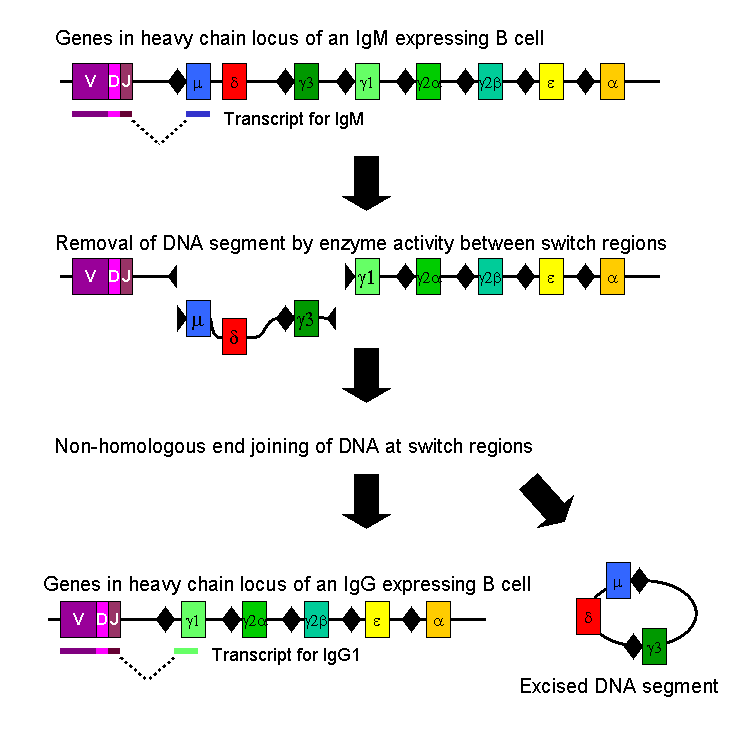
クラススイッチのメカニズム

クラススイッチ（英：Immunoglobulin class switching）とは、免疫反応で生産される免疫グロブリンの定常領域（Fc領域）が、抗原などの刺激により可変部を変えずにIgMからIgGやIgEなどへと変換することである。免疫グロブリンクラススイッチまたはアイソタイプスイッチまたはクラススイッチングともいう。H鎖の定常領域（Fc領域）がクラススイッチを起こす。
なお、そもそも免疫グロブリンはB細胞で生成され、またB細胞が最初に生成するヒトの免疫グロブリンはIgMであり、そこからクラススイッチによって、その他のクラスの免疫グロブリンに変化することになる。
ヘルパーT細胞がB細胞を活性化した際にクラススイッチが起きることが知られており、IgMクラスからどのクラスやサブクラスの抗体に変換するかは、ヘルパーT細胞の産生するサイトカインと呼ばれる活性たんぱく質の作用によって決まる。

## 関連疾患
CD40リガンド（CD154）を欠損するX連鎖高IgM症候群ではクラススイッチが働かないのでIgMとIgD以外の免疫グロブリン（IgGやIgEやIgA）を産生できないために免疫不全に陥る。また、高頻度体細胞突然変異を行う活性化誘導シチジンデアミナーゼ（AID）はクラススイッチにも関わっているのでこれを欠損するAID欠損症でもクラススイッチがうまくいかず高IgM血症を示す。

## 参照項目
- 抗体
- 免疫チェックポイント
- アイソタイプ (免疫学)